# Mary Churchill (1689-1751)
Lady Mary Churchill, (conosciuta dopo le nozze come Mary Montagu) (15 luglio 1689 – 14 maggio 1751), è stata una nobile britannica, la figlia più giovane di John Churchill, I duca di Marlborough e sua moglie Sarah Jennings.

## Biografia

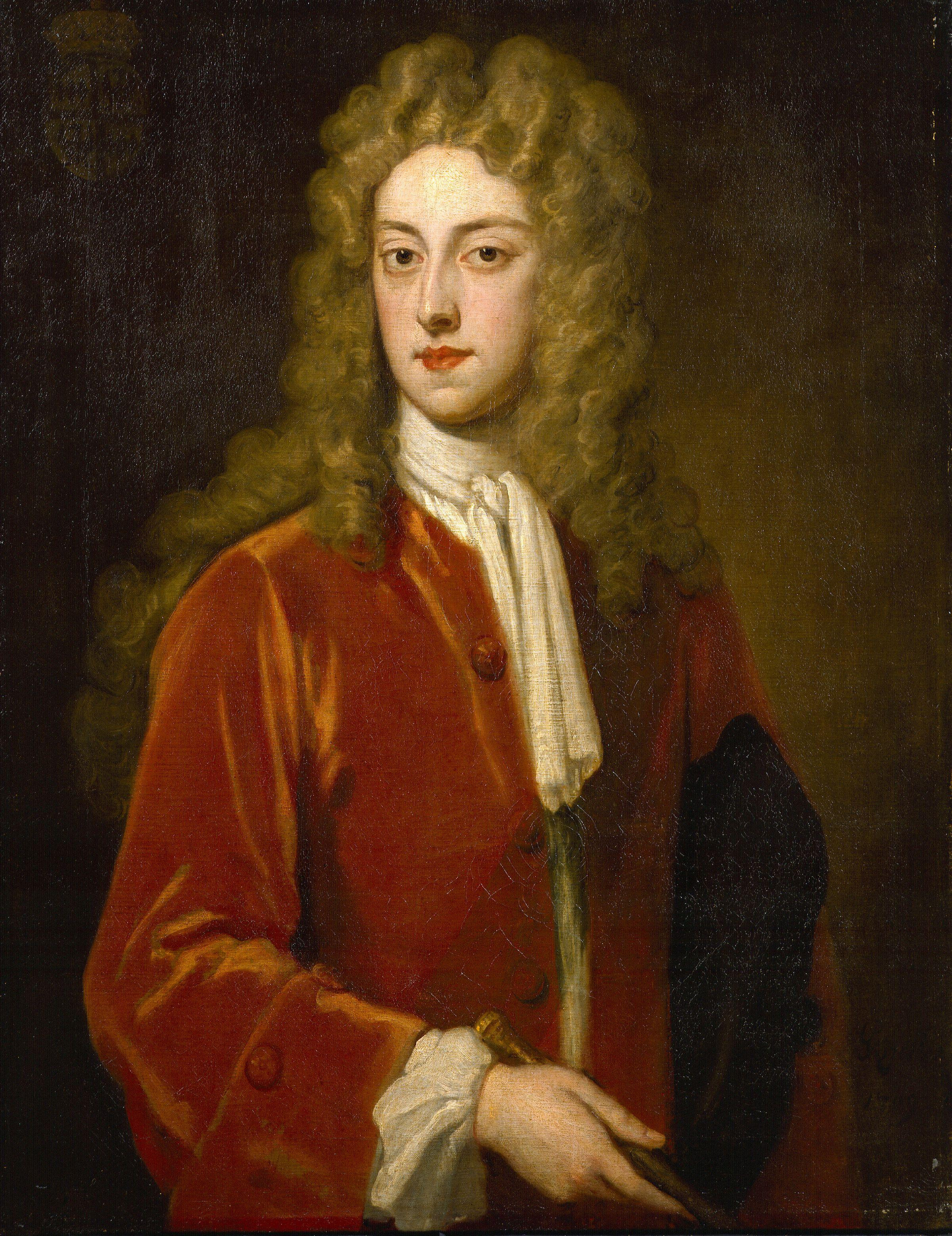
John Montagu, II duca di Montagu

Dal 1714 al 1717, la duchessa fu Lady of the Bedchamber della principessa del Galles. Fu ritratta da Sir Godfrey Kneller nel 1740. Un suo ritratto con suo marito e sua figlia fu dipinto nel 1729 circa da Gawen Hamilton. La duchessa è citata indirettamente nell'opera satirica del 1709 di Delarivier Manley, The New Atalantis.
Uno di coloro che beneficiarono della generosità della duchessa fu Ignatius Sancho, uno schiavo africano che fu da lei liberato e assunto come maggiordomo dopo la morte del marito. Gli lasciò una pensione, ma, non riuscendo a trovare una carriera alternativa, in seguito Sancho tornò al servizio della famiglia Montagu.

## Matrimonio
Sposò John Montagu, II duca di Montagu il 17 marzo 1705, quando questi era conte di Montagu. Ebbero cinque figli:
- Isabella († 20 dicembre 1786), che sposò dapprima William Montagu, II Duca di Manchester, e in seguito Edward Hussey-Montagu, I conte di Beaulieu; ebbe due figli dal secondo matrimonio.
- John (1706-1711)
- George (morto in tenera età)
- Mary (1711 circa - 1 maggio 1775), che sposò George Brudenell, IV conte di Cardigan, ed ebbe figli.
- Edward (27 dicembre 1725 - maggio 1727)